# Smrt a pohřeb Helmuta Kohla

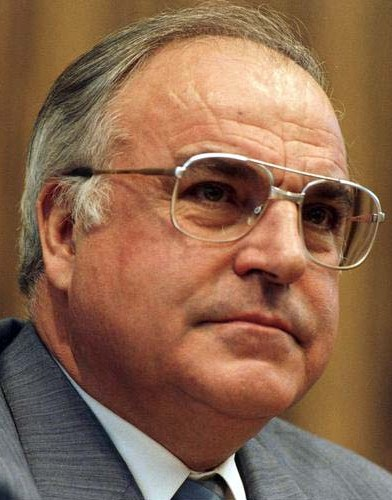
Helmut Kohl, bývalý německý kancléř, zemřel 16. června 2017 ve věku 87 let

Helmut Kohl, bývalý německý kancléř, zemřel ráno 16. června 2017 ve svém domě v ludwigshafenské čtvrti Oggersheim ve věku 87 let. Úřad zastával mezi lety 1982 a 1998. Je všeobecně považován za „otce německého znovusjednocení“ a za hlavního architekta Maastrichtské smlouvy, která je základem Evropské unie a evropské měny. V roce 1998 byl, jako druhý v historii, poctěn titulem Čestný občan Evropy. Světoví lídři jej po smrti velebili coby „největšího evropského státníka druhé poloviny dvacátého století“. Dostalo se mu pocty, která nemá obdoby,
ve Štrasburku byla uspořádána tryzna, které se zúčastnili lídři zemí Evropské unie a přední světoví státníci současnosti i minulosti. Pak byla sloužena ve Špýrské katedrále zádušní mše, po které bylo tělo uloženo na blízkém Starém hřbitově (Alter Friedhof).
Helmuta Kohla přežili dva synové – Walter a Peter a vnoučata Johannes a Leyla. Ani synové ani vnoučata se neúčastnila obřadů kvůli sváru s druhou Kohlovou manželkou Maike Kohlovou-Richterovou, která, kromě jiných věcí, nedovolila, aby mu vzdali úctu v jeho domě, pominula jejich přání uspořádat obřad v Berlíně a pohřbít jej v rodinné hrobce vedle rodičů a manželky, se kterou žil čtyři desetiletí.

## Reakce
Domácí
Kancléřka Angela Merkelová, která v době smrti dlela v Itálii, na německém velvyslanectví v Římě řekla: „…byl velikým v každém smyslu toho slova – dosaženými úspěchy, rolí státníka v historické chvíli Německa – bude chvíli trvat, než opravdu zhodnotíme, oč jeho odchodem přicházíme.“ Vyzdvihla Kohlovo „vrcholné státnické umění ve službě lidu a míru“ a dodala, že Kohl zásadně změnil její vlastní život.
Zahraniční
Předseda belgické vlády Charles Michel Kohla nazval „opravdovým Evropanem“, který „bude velice chybět“.
Francouzský prezident Emmanuel Macron nazval Kohla „velikým Evropanem“ a „architektem sjednocení Německa a francouzsko-německého přátelství.“
Svatý otec  vyzdvihl Kohla jako „velkého státníka a oddaného Evropana, který pracoval s prozíravostí a oddaností pro dobro lidí v Německu a v sousedních evropských zemích“.
Maďarský premiér Viktor Orbán nazval Kohla „velkým starým mužem“ evropské politiky a „přítelem Maďarska“.
Bývalý italský ministerský předseda a prezident Evropské komise Romano Prodi nazval Kohla „obrem sjednocené Evropy“.
Nizozemský premiér Mark Rutte řekl, že Kohl byl „velký státník“, který utvářel evropskou historii.
Polská premiérka Beata Szydłová nazvala Kohla „vynikající osobností a státníkem, skvělým politikem ve výjimečných dobách“.
Španělský premiér Mariano Rajoy vyzdvihl Kohlovu úlohu v evropské historii a při sjednocení Německa.
Tibetský dalajláma velebil Kohla jako „vizionáře a státníka“ a řekl, že „velmi obdivuje Kohlovo stabilní vedení ve chvíli, kdy mírumilovně skončila studená válka a bylo možné sjednotit Německo“.
Bývalý americký prezident George H. W. Bush vyzdvihl Kohla jako „opravdového přítele svobody“ a „jednoho z největších vůdců poválečné Evropy“. Bývalý americký prezident Bill Clinton řekl, že byl „hluboce zarmoucen“ smrtí „mého drahého přítele“ jehož „prozíravé vedení připravilo Německo a celou Evropu na 21. století“. Americký prezident Donald Trump označil Kohla za „přítele a spojence Spojených států“ a dodal, že „byl nejen otcem sjednocení Německa, ale i zastáncem Evropy a transatlantického spojenectví. Světu prospěla jeho prozíravost a úsilí. Jeho odkaz bude žít“.
Organizace
Vlajky v Berlaymontu, sídle Evropská komise v Bruselu, byly staženy na půl žerdě. Prezident Evropské komise Jean-Claude Juncker vyzdvihl Kohla jako „velkého Evropana“. Nazval jej „mým mentorem, mým přítelem, esencí Evropy“.
Generální sekretář NATO Jens Stoltenberg řekl, že Kohl byl „opravdový Evropan“ a „ztělesňoval sjednocené Německo ve sjednocené Evropě“.
António Guterres generální sekretář OSN řekl, že Kohl „hrál důležitou roli při mírovém sjednocení své země“ a že „současná Evropa je výsledkem jeho vize a houževnatosti, tváří v tvář obrovským překážkám“.

## Zádušní mše

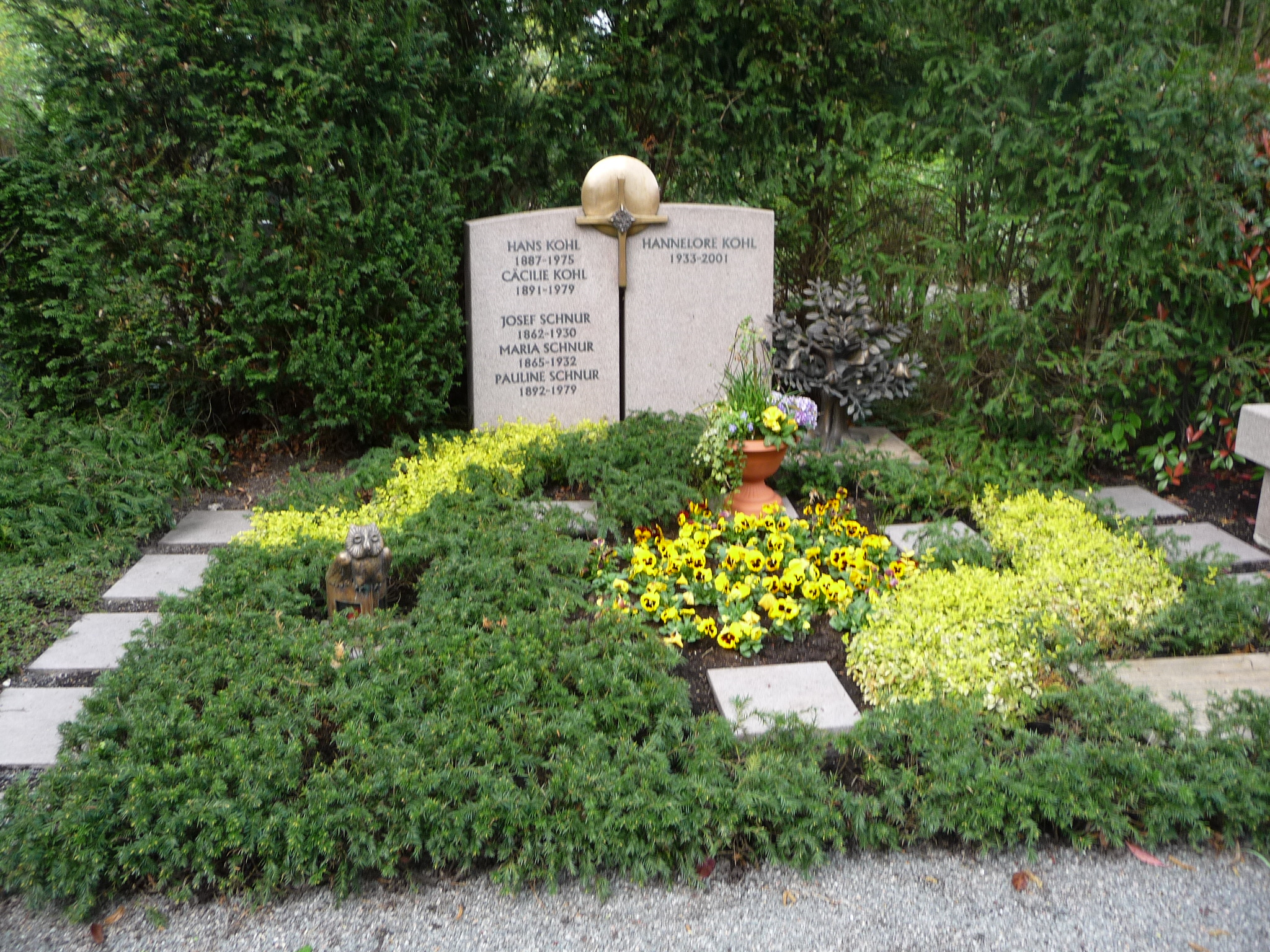
Rodinná hrobka Kohlových, kde je pohřbena Hannelore Kohlová a oba Kohlovi rodiče

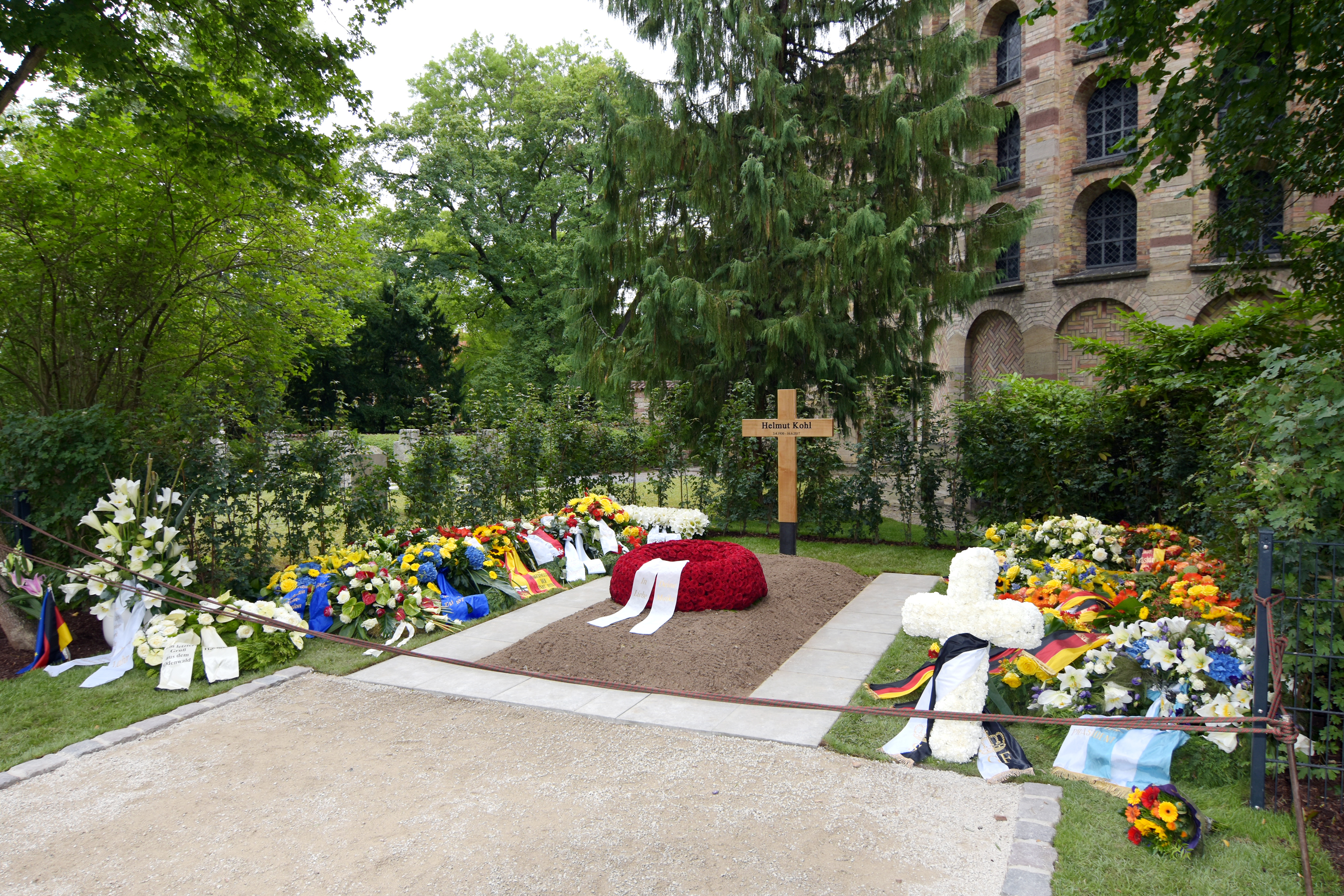
Kohlův hrob (2. července 2017)

Zádušní mše sloužená v katedrále ve Špýru byla vysílána v přímém televizním přenosu.

## Pohřeb
Kohlova rodina – děti a vnoučata – si přála uložení do rodinného hrobu v Ludwigshafenu, kde jsou pohřbeni oba Kohlovi rodiče, jeho prarodiče a manželka Hannelore, se kterou prožil 41 let. Kohlova druhá žena Maike Kohlová-Richterová však trvala na pohřbu do hrobky ve Špýru. Když církev zamítla její žádost pohřbít Kohla vedle několika římských císařů ve Špýrské katedrále, rozhodla se pro pohřeb na blízkém Starém hřbitově.

## Rodinné rozmíšky
Druhá Kohlova žena Maike Kohlová-Richterová zabránila Kohlovým dětem a vnoučatům uctít zesnulého otce a děda. V prohlášení pro média Kohlův syn Walter označil její chování za „nechutné“. Také byla kritizována za pokus převzít úplnou kontrolu nad tryznou ve Štrasburku a rovněž za to, že odmítla státní pocty pro Helmuta Kohla v Berlíně, jak požadovala většina německých politiků a navzdory přání kancléřky Angely Merkelové. Richterová, která je známa pravicovými protimigrantskými postoji a podporou maďarského premiéra Viktora Orbána, se také pokusila zabránit vystoupení Angely Merkelové na štrasburské tryzně a místo ní chtěla nechat promluvit Orbána. Ustoupila až poté, co jí důvěrníci řekli, že je to krajně nevhodné a že to vyvolá skandál.